# Franc Kulovec
Franc Kulovec, slovenski rimskokatoliški duhovnik, politik in novinar, * 8. januar, 1884, Dolenje Sušice, † 6. april, 1941, Beograd. 
Rodil se je v kmečki družini očetu Antonu in materi Ani (rojena Krese). Po nižji gimnaziji v Kočevju in višji v Ljubljani je v Ljubljani študiral teologijo, bil 1907 posvečen v duhovnika, 1910 pa je na Dunaju iz bogoslovnih ved doktoriral. Nato je bil 1910–1914 profesor na škofijski gimnaziji v Šentvidu, med prvo svetovno vojno pa vojni kurat. Po vojni se je posvetil politiki in bil eden najpomembnejših voditeljev SLS. Leta 1919 je osnoval Jugoslovansko kmečko zvezo in bil izvoljen za glavnega tajnika SLS, 1920 pa je postal glavni urednik Slovenca. Do 1922 je reorganiziral SLS, ki je iz vojne izšla politično oslabljena. Na volitvah 1923, 1925 in 1927 je bil izvoljen za poslanca v Narodni skupščini. V dveh vidovdanskih vladah (1924 in 1927) je bil minister za kmetijstvo. Kasneje je sodeloval je pri pripravi slovenskih punktacij, zato je bil od januarja 1933 do oktobra 1934 interniran v Foči in Sarajevu. Leta 1935 je postal glavni tajnik banovinskega odbora JRZ za Slovenijo. Ukvarjal se je z organizacijo Kmečke zveze. Leta 1938 je bil ponovno izvoljen za narodnega poslanca. Dvakrat je bil imenovan za senatorja (1938 in 1940). Bil je organizator kmečkega zadružništva in podpredsednik Glavne zadružne zveze v Beogradu. Bil je član načelstva Katoliškega tiskovnega društva  in 1939–1941 predsednik konzorcija slovenskega katoliškega časopisja. Med drugim je sodeloval tudi pri Socialni misli in Domoljubu. Kot eden najtesnejših Koroščevih sodelavcev je po njegovi smrti postal njegov naslednik. Britanski diplomati v Jugoslaviji so imeli v tem času o njem zelo dobro mnenje. Od januarja do marca 1941 je bil v vladi Cvetković-Maček minister brez listnice. V Simovićevi vladi pa je bil minister za gradnje. Življenje je izgubil med nemškim bombardiranjem Beograda.